# Mapa topograficzna

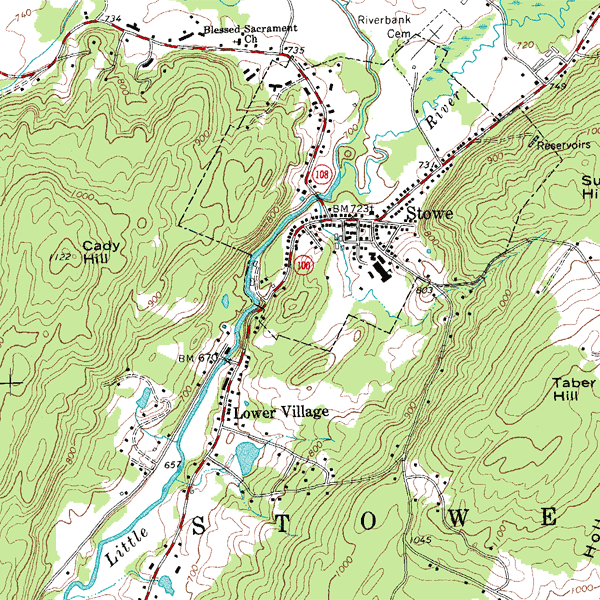
Przykład amerykańskiej mapy topograficznej USGS w skali 1:24 000

Mapa topograficzna – opracowanie kartograficzne o treści przedstawiającej elementy środowiska geograficznego powierzchni Ziemi i ich przestrzenne związki.

## Podział mapy
Mapy ze względu na treść dzielą się na ogólnogeograficzne i tematyczne (np. klimatyczne, geologiczne). Mapy ogólnogeograficzne można podzielić na: mapy topograficzne (skala większa od 1:200 000), mapy przeglądowotopograficzne (od 1:200 000 do 1:1 000 000), mapy przeglądowe (skala mniejsza od 1:1 000 000) – jednak podział ten według różnych kartografów i w różnych państwach, szczególnie odnośnie do granic skalowych, może się nieco różnić.
Ze względu na skalę mapy topograficzne dzieli się na: wielkoskalowe (skala większa od 1:10 000), średnioskalowe (1:10 000 do 1:100 000), małoskalowe (skala mniejsza od 1:100 000).

## Dokładność mapy
Ze względu na skalę mapy można wyróżnić dokładności:
- ok. ± 10 m w przypadku mapy 1:10 000
- ok. ± 15 m w przypadku mapy 1:25 000
- ok. ± 25 m w przypadku mapy 1:50 000
- ok. ± 50 m w przypadku mapy 1:100 000

## Elementy treści mapy
- matematyczne
  - odwzorowanie kartograficzne
  - geodezyjny układ współrzędnych prostokątnych płaskich, czyli siatka topograficzna (kilometrowa)
  - skala mapy
- geograficzne
  - rysunek poziomicowy i inne znaki odnoszące się do rzeźby terenu
  - sieć rzeczna
  - sieć osadnicza
  - sieć transportowa
  - pokrycie terenu
  - inne elementy sytuacyjne
- opis pozaramkowy
  - oznaczenie godła mapy i nazwa arkusza
  - informacje wydawnicze (rok wydania, wydawca, aktualność treści)
  - opis znaków topograficznych (legenda)
  - skala i podziałka
  - inne informacje